# Maisontiers
 Maisontiers  es una población y comuna francesa, situada en la región de Poitou-Charentes, departamento de Deux-Sèvres, en el distrito de Parthenay y cantón de Saint-Loup-Lamairé.

## Demografía
| 286 | 267 | 240 | 221 | 194 | 186 |
| Para los censos de 1962 a 1999 la población legal corresponde a la población sin duplicidades (Fuente: INSEE [Consultar]) |     |     |     |     |     |